# Rusłan i Ludmiła (opera)
Rusłan i Ludmiła (ros.: Руслан и Людмила) – opera Michaiła Glinki – w pięciu aktach, do której libretto napisał Walerian Szyrkow, jej premiera miała miejsce w Petersburgu 9 grudnia 1842 roku.

## Historia powstania utworu
Po triumfie Życia za cara intendent teatrów carskich, Aleksander Szachowski podsunął Glince pomysł adaptacji poematu heroikomicznego Puszkina Rusłan i Ludmiła. Kompozytor i poeta znali się dobrze z petersburskich salonów. Współpracę nad nowym dziełem przerwała jednak wkrótce tragiczna śmierć Puszkina w pojedynku, w lutym 1837 roku. Glinka sporządził wówczas scenariusz opery i zaczął komponować muzykę mimo braku libretta, posiłkując się poematem. Po kilku miesiącach jeden z jego przyjaciół pisał: opera jest prawie ukończona, bez libretta, dziwaczna metoda.
Wiosną 1838 roku Glinka poznał kapitana gwardii cesarskiej z Charkowa Waleriana Fiodorowicza Szyrkowa, poetę-amatora. Szyrkow napisał na prośbę Glinki tekst cavatiny Gorisławy, postaci wymyślonej przez Glinkę i Kukolnika. Tekst spodobał się kompozytorowi, zaangażował więc Szyrkowa jako librecistę. Jego pierwszą pracą było napisanie tekstu do cavatiny Ludmiły. W sumie spod jego pióra wyszła większa część tekstu opery, choć swój udział w libretcie mieli też inni autorzy: Mikołaj Markiewicz adaptował tekst Puszkina do ballady Finna i chóru perskiego; Nestor Kukolnik napisał duet Ratmira z Finnem i finał V aktu; Giedieonow, dyrektor Teatru Wielkiego stworzył duet Finna z Rusłanem i finał II aktu.
Kompozycja posuwała się naprzód jeszcze bardziej bezładnie niż praca nad pierwszą operą. Dramatyczny rozwód Glinki w latach 1839–1840 przyniósł półtoraroczną przerwę w pracy nad utworem. Po kryzysie powstała większość scen na polu bitwy. Cenzura zażądała zmiany zakończenia (w oryginale Puszkina Rusłan ginie i zostaje wskrzeszony) i skreślenia fragmentu pieśni Bajana, w którym składa on hołd Puszkinowi, który nadal, mimo śmierci, był źle widziany na dworze. W sumie praca nad operą zajęła Glince pięć lat.

## Osoby i pierwsza obsada

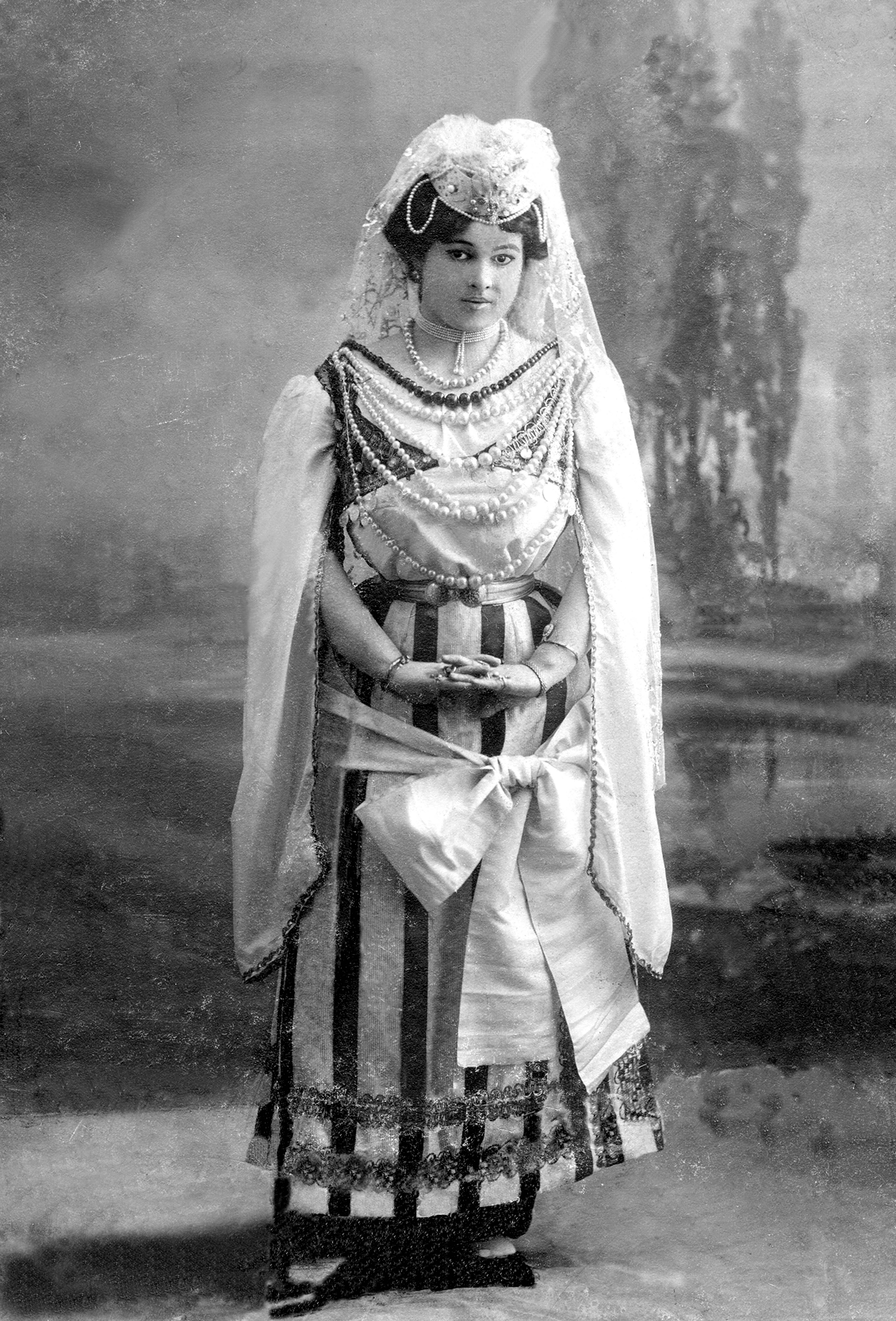
Olga Szlis jako Ludmiła

| Rola                                                      | Głos        | Premiera 9 grudnia 1842 (Pierwsza obsada) |
| --------------------------------------------------------- | ----------- | ----------------------------------------- |
| Swietozar, wielki książę kijowski, ojciec Ludmiły         | bas         | Siergiej Bajkow                           |
| Ludmiła, córka Swietozara                                 | sopran      | Marija Stiepanowa                         |
| Rusłan, rycerz ruski, ukochany Ludmiły                    | bas         | Osip Pietrow                              |
| Ratmir, książę chazarski, rywal Rusłana                   | kontralt    | Anfisa Pietrowa                           |
| Farłaf, rycerz samochwała z kraju Wikingów, rywal Rusłana | bas         | Dominik Tosi                              |
| Gorisława, niewolnica Ratmira                             | sopran      | Emilija Lilejewa                          |
| Finn, dobry czarownik                                     | tenor       | Lew Leonow                                |
| Naina, zła czarownica                                     | mezzosopran | Elizawieta Marsel                         |
| Bajan, bard                                               | tenor       | N. Lichanski                              |

## Treść

### Akt I
Akcja utworu rozgrywa się w IX wieku na Rusi kijowskiej. Dwór kijowski świętuje zaślubiny córki kniazia Swietozara, Ludmiły z rycerzem Rusłanem. Bard Bajan sławi zwycięstwa ruskiego oręża (Dieło minuwszych dniej), ale i ostrzega o grożącym nowożeńcom niebezpieczeństwie. Nieszczęśliwi rywale Rusłana, Ratmir i Farłaf nie tracą nadziei na odmianę losu. Ludmiła smutna z powodu nadchodzącego rozstania z ojcem, żegna się z nim (Grustno mnie – Nie gniewis’). Swietozar błogosławi młodej parze (chór: Lel tainstwiennyj). Scenę błogosławieństwa przerywa grom i zpadnięcie ciemności (concertato: Kakoje czudnoje mgnowienie). Gdy powraca światło, okazuje się, że Ludmiła zniknęła. Swietozar obiecuje rękę córki temu, kto ją odnajdzie. Rusłan, Ratmir i Farłaf wyruszają na poszukiwanie zaginionej.

### Akt II
Rusłan spotyka czarnoksiężnika Finna, który opowiada mu dzieje swej miłości do czarownicy Nainy (Dobro pożałowas’, moj syn – Umczałas’ goda połowina). Jako młody pasterz zakochał się w pięknej Nainie. Pragnąc zdobyć jej serce ćwiczył się w sztuce czarnoksięskiej, lecz gdy już ją wreszcie opanował, Naina stała się zgrzybiałą staruszką, przed którą uciekł i która dotąd złośliwie go prześladuje. Finn ostrzega Rusłana przed Nainą. Wyjawia mu też, że Ludmiłę porwał czarnoksiężnik Czarnomor. Rusłan musi zdobyć czarodziejski miecz, który go pokona.
Farłaf przerażony dogą spotyka straszną postać – czarownicę Nainę. Ta obiecuje mu zgubę Rusłana i rękę Ludmiły (Blizok uż czas).
W drodze do zamku Czarnomora Rusłan dociera na straszne pole bitwy pełne trupów i kości poległych (O pole, pole!). Znajduje tam włócznię, tarczę i zbroję, miecze są jednak za lekkie. Nagle wyrasta przed nim ogromna Głowa, strażniczka zmarłych. Rusłan zabija potwora i wydobywa spod niego miecz. Głowa przed śmiercią wyjawia Rusłanowi, że był niegdyś olbrzymim bratem karła Czarnomora. Okrutny brat, wiedząc że miecz może mu obciąć brodę, w której tkwi cała jego potęga, podstępnie zamordował brata-olbrzyma, a jego głowę uczynił na wieki strażniczką niebezpiecznego ostrza.

### Akt III
Czarownica Naina pamiętając o przyrzeczeniu danym Farłafowi wyczarowuje na drodze księcia Ratmira wspaniały zamek, w którym tańczą perskie dziewice(Łożytsa w pole mrak nocznoj). Pojawia się też porzucona przez Ratmira piękna niewolnica Gorisława i w słowach pełnych bólu opowiada o swojej miłości (Kaije sładostnyje zwuki – Nie dla tiebia). Nadjeżdża zmęczony Ratmir. Pragnie zatrzymać się na nocleg, ale czarodziejski śpiew sprawia, że zasłuchany zapomina o Ludmile i nie poznaje Gorisławy. Na zamku pojawia się Rusłan. I on również oczarowany śpiewem zapomina o Ludmile. Sytuację ratuje pojawienie się Finna, który niweczy złe czary Nainy. Czarodziejski zamek znika. Rusłan, Ratmir, Gorisława i Finn ulatują w dalszą drogę na czarodziejskim dywanie.

### Akt IV
Ludmiła pędzi smutne życie na dworze Czarnomora; myślom o samobójstwie przeciwstawiają się syreny (Wdali ot miłowo – O, szto mnie żyzń). W otoczeniu wspaniałego orszaku pojawia się Czarnomor (marsz Czarnomora, tańce wschodnie: turecki, arabski, lezginka). Zabawę przerywa przybycie Rusłana w towarzystwie Ratmira i Gorisławy, który wzywa Czarnomora do walki. Czarnoksiężnik przyjmuje wyzwanie, zsyła jednak na Ludmiłę sen.

Obydwaj walczący wznoszą się w powietrze. Rusłan zdobytym mieczem odcina Czarnomorowi brodę w której ukryta była jego czarnoksięska moc. Po zwycięstwie Rusłan spieszy do Ludmiły. Ta jednak pogrążona jest w głębokim śnie, z której nic nie jest w stanie jej wybudzić. Rusłan zabiera śpiącą dziewczynę i udaje się do Kijowa.

### Akt V
Zapadła noc, wszyscy posnęli, tylko Ratmir czuwa przy śpiącej Ludmile. Lecz Naina podkradłszy się zsyła na niego sen. Wezwany przez nią Farłaf, zabija Rusłana i uwozi Ludmiłę. Ratmir budzi się i zrozpaczony wzywa Finna. Czarodziej kropi martwe ciało Rusłana „żywą wodą” i przywraca rycerza do życia.
Tymczasem Farłaf przybywa na kijowski zamek. Nie jest jednak w stanie obudzić Ludmiły ze snu. Kiedy na zamku pojawia się Rusłan, Farłaf przerażony widokiem przeciwnika, którego niedawno zabił, ucieka. Pocałunek Rusłana budzi ze snu Ludmiłę. Radości wszystkich nie ma końca.

## Losy sceniczne

### Pierwsze lata
Przed premierą kilka numerów wykonano publicznie. W lutym 1842 roku, bawiący z wizytą w Petersburgu Ferenc Liszt, na wieczorze u księcia Odojewskiego, odegrał kilka stronic z Rusłana, budząc zachwyt zebranych. Premiera przyniosła jednak rozczarowanie. Utwór, mimo skrótów dokonanych w ostatniej chwili przez hrabiego Wielohorskiego, uznano za zbyt długi. Widownia zaczęła pustoszeć przed końcem spektaklu. Niczyjej uwagi nie uszło również przedwczesne wyjście rodziny carskiej. Glince zarzucano nużącą „uczoność” i brak naturalności. Sam Wielohorski uznał operę za nieudaną.
W przedstawieniu premierowym nie mogła wystąpić Worobiowa, grająca rolę Ratmira. Zastąpiła ją debiutantka. Śpiewaczka wystąpiła dopiero w trzecim przedstawieniu, w którym rolę Rusłana przejął znakomity Semen Hułak-Artemowski. Opera powoli zdobywała względy publiczności. Do końca sezonu odegrano ją 32 razy. W następnym sezonie została wystawiona 12 razy, w kolejnym – 6 razy, potem – 2 i wreszcie tylko raz i odtąd, aż do 1864 roku nie była wznawiana.

### Dalsze losy

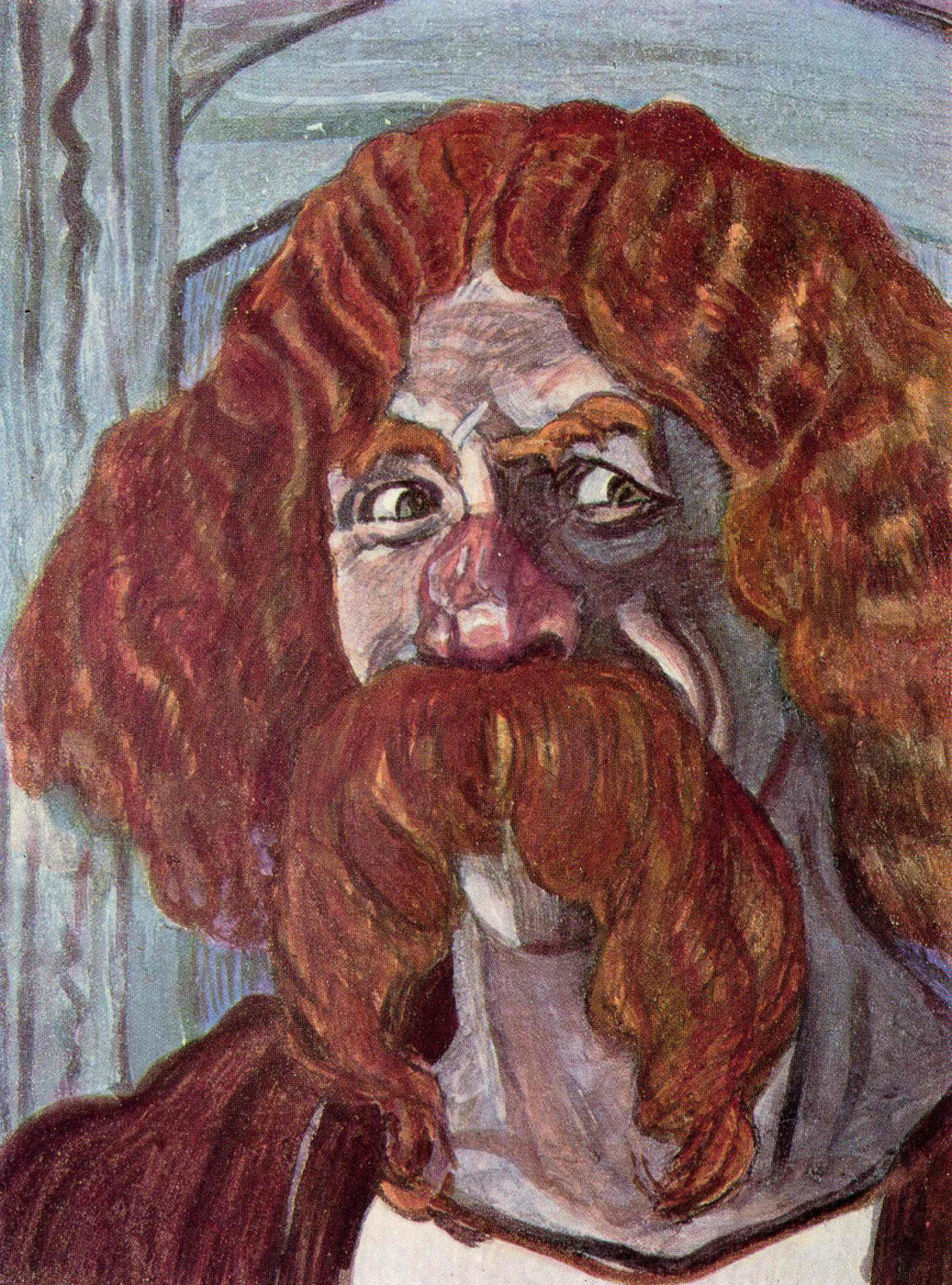
Fiodor Szaliapin jako Farłaf

W 1864 roku operę wystawił nowo otwarty Teatr Maryjski w Petersburgu pod dyrekcją Anatolija Ladowa. Spektakl wywołał wówczas sławną polemikę między Aleksandrem Sierowem a Władimirem Stasowem. Dyskusja przysporzyła dziełu sławy i zrodziła nowy gatunek opery-feerii, który uprawiał Rimski-Korsakow, a którego późnym wnukiem jest Miłość do trzech pomarańczy Prokofjewa. W 1867 roku, na festiwalu słowianofilskim w Pradze, Bałakiriew wykonał po raz pierwszy partyturę bez skrótów. W 1868 roku opera weszła do repertuaru Teatru Wielkiego w Moskwie i już go nie opuściła. W 1901 roku Szalapin śpiewał tam swą ulubioną rolę Farłafa. W 1907 roku w postać Bajana wcielił się Leonid Sobinow.
W 1909 roku I akt opery usłyszał Paryż w znakomitej obsadzie: Zbrujewa, Lipkowska, Kastorski, Smirnow. Cały utwór został wykonany w Paryżu po raz pierwszy w 1930 roku w Théâtre de Champs-Elysées. W 1931 roku opera została po raz pierwszy wystawiona w Londynie. W 1950 roku miała miejsce premiera niemiecka, w Berlinie, poprzedzająca słynną produkcję hamburską (1969) dzieło George’a Blanchine’a. W 1963 roku operę poznała publiczność mediolańskiej La Scali.